# رله حفاظتی دیجیتال

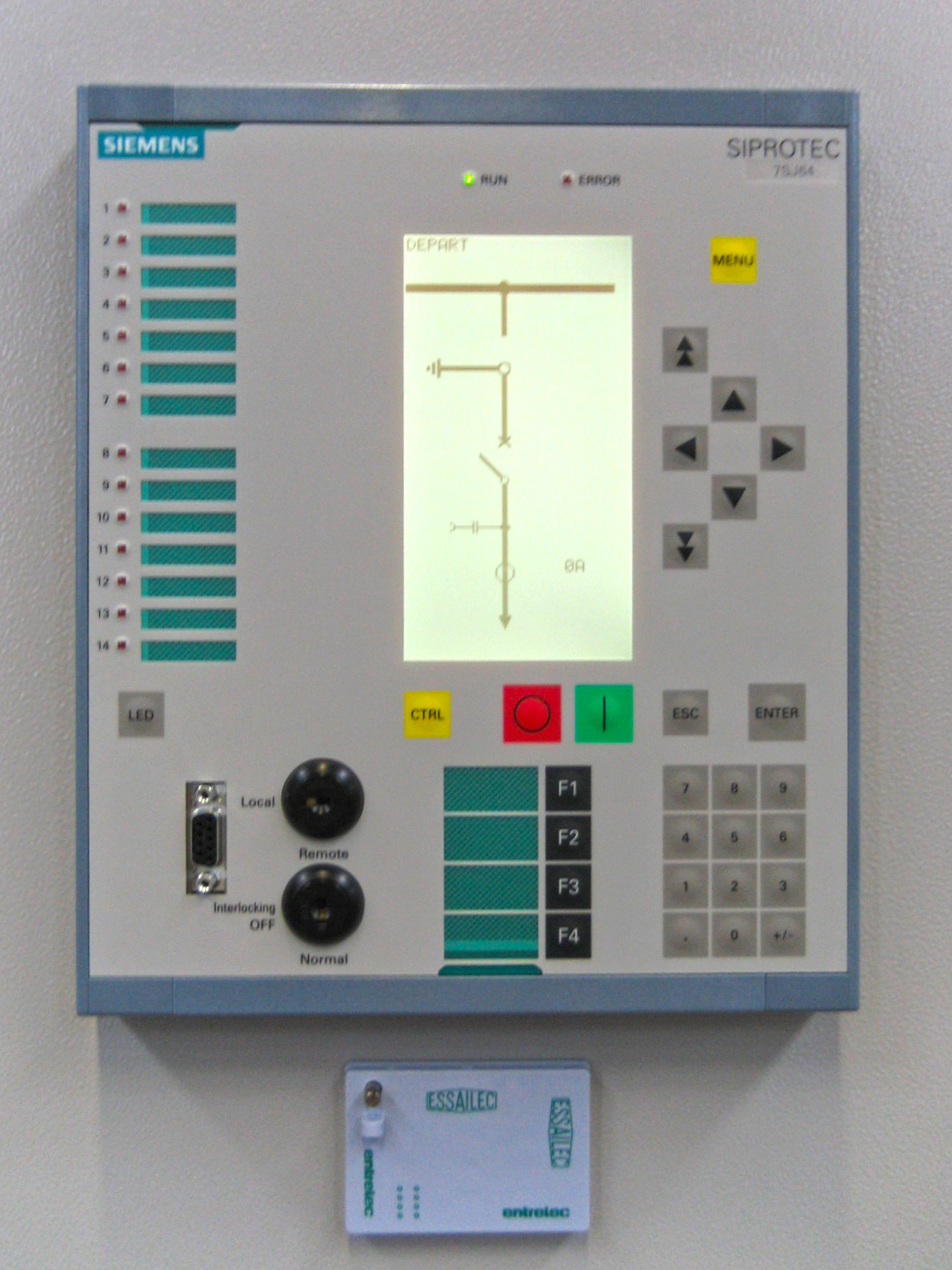
رله حفاظتی

رله حفاظتی دیجیتال  در فرایندهای صنعتی و سیستم‌های کنترل کاربرد دارد. و از میکروکنترلر و روش‌های حفاظت نرم‌افزار محور برای تشخیص خطای الکتریکی استفاده می‌کند. این رله  با عنوان رله‌های حفاظتی ریز پردازنده ای یا میکروکنترلی هم نامیده می‌شوند.

## توصیف و تعریف
رله حفاظتی دیجیتال، یا رله‌های عددی، رله حفاظتی است که از ریز پردازنده برای تجزیه و تحلیل ولتاژ، جریان سیستم قدرت، یا دیگر مقادیر فرایند به منظور تشخیص خطا در سیستم فرایند صنعتی است.

## تاریخچه
رله‌های دیجیتال/عددی در اوایل 1980s، معرفی شد. AREVA، پیشگامان گروه ABB و SEL اولین نمونه‌ها را ساختند و به بازار عرضه کردند. اما امروزه تولید کنندگان زیادی در رقابت با یکدیگر فعالیت می‌کنند. در خط انتقال و حفاظت ژنراتور، در اواسط 1990s رله‌های دیجیتال تقریباً با رله‌های حالت جامد و الکترومکانیکی در مجموعه‌های جدید جایگزین شده بود. در شبکهٔ توزیع، جایگزینی کمی آهسته تر بود. در حالی که امروزه اکثر رله‌های فیدر جدید دیجیتال اند، رله حالت جامد هم هنوز در برخی از مواردی که در آن سادگی اجازه می‌دهد تا از رله ساده‌تر استفاده شود، دیده می‌شود.

## انواع عناصر حفاظتی
فهرستی از شماره‌های دستگاه در شماره‌های افزاره انسی تعریف شده‌است.
خلاصه‌ای از برخی از شماره‌های معمول دستگاه که در رله‌های دیجیتال دیده می‌شود:
- ۱۱ - دستگاه چند منظوره
- ۲۱ - امپدانس
- ۲۴ - ولت / هرتز
- ۲۵ - همگام‌سازی یا همزمانی
- ۲۷ - زیر ولتاژ
- ۳۲ - عنصر قدرت جهت دار
- ۴۶ - جریان توالی منفی
- ۴۰ - زیر تحریک
- ۴۷ - ولتاژ توالی منفی
- ۵۰ - اضافه جریان آنی(N برای خنثی G برای زمین فعلی)
- ۵۱ - رله اضافه جریان معکوس زمانی متناوب (N برای خنثی G از زمین فعلی)
- ۵۹ - اضافه ولتاژ
- ۶۲ - تایمر
- ۶۴ - خطای زمین (64F = زمین میدان، 64G = زمین ژنراتور)
- ۶۷ - اضافه جریان جهتی (معمولاً کنترل یک عنصر ۵۰/۵۱)
- ۷۹ - رله بستن دوباره یا رله باز بست ac
- ۸۱ - فرکانس پایین/بالا
- ۸۶ - رله قفل / سرپرست مدار تریپ
- ۸۷ - جریان تفاضلی (87L = تفاضلی خط انتقال؛ 87T = تفاضلی ترانسفورماتور، 87G = تفاضلی ژنراتور)